# Elitserien i baseboll 1966
Elitserien i baseboll 1966 var den för 1966 års säsong högsta serien i baseboll i Sverige. Det var den tredje gången som Elitserien i baseboll spelades, men korade ingen officiell svensk mästare, segraren blev dock riksmästare. Totalt deltog 6 lag i serien, där alla lag spelade mot varandra två gånger vilket gav totalt tio omgångar.
| Nr | Lag         | Matcher | Vunna | Förlorade | Vinstprocent |
| -- | ----------- | ------- | ----- | --------- | ------------ |
| 1  | Wasa        | 10      | 9     | 1         | 0.900        |
| 2  | Solna       | 10      | 8     | 2         | 0.800        |
| 3  | Leksand     | 10      | 6     | 4         | 0.600        |
| 4  | Bagarmossen | 10      | 3     | 7         | 0.300        |
| 5  | Skarpnäck   | 10      | 3     | 7         | 0.300        |
| 6  | Obnok       | 10      | 1     | 9         | 0.100        |

### Webbkällor
- Svenska Baseboll- och Softbollförbundet, Elitserien 1963-